# 胡安·帕雷德斯
胡安·帕雷德斯（西班牙語：Juan Paredes，1953年1月29日—），墨西哥男子拳击运动员。他曾代表墨西哥参加1976年夏季奥林匹克运动会拳击比赛，获得男子57公斤级铜牌。他于1977年成为职业选手。